# Charles Le Gobien
Pour les articles homonymes, voir Le Gobien.
Charles Le Gobien, né le 22 décembre 1652 à Saint-Malo et mort le 5 mars 1708 à Paris, est un jésuite et écrivain français. Impliqué dans la querelle des rites chinois, il voit en 1700 son Histoire de l'édit de l'empereur de la Chine censurée par la faculté de théologie de Paris. Il est le fondateur des Lettres édifiantes et curieuses, collection recueillant des lettres de missionnaires.

## Biographie
Charles Le Gobien est un fils de Charles Le Gobien (1624-1701), seigneur de Saint-Jouan et de Launay Quinard, deux fois député aux États généraux, chevalier de l'ordre de Saint-Michel, et de Guillemette Heurtault,,. Frère de Jean-Baptiste Le Gobien et neveu de l'armateur Jean Heurtault de Bricourt, il est, par sa mère, le cousin germain d'Alain Porée du Breil et de Charles Porée de La Touche.
Le 25 novembre 1671, à 18 ans, il entre au noviciat des Jésuites de Paris. On ne sait rien de ses activités durant les 18 années qui suivent. On ignore par exemple s'il a été missionnaire au Levant ou en Chine. Jean Sgard juge cependant « très vraisemblable » une telle expérience, compte tenu des livres que Le Gobien va écrire et des fonctions qu'il va occuper. Il prononce ses quatre vœux le 2 février 1690 à Tours. Il y enseigne la grammaire et les humanités pendant six ans. Il enseigne ensuite la philosophie à Alençon pendant deux ans. Puis il est préfet des classes pendant deux ans.

### Implication dans la querelle des rites chinois
En Chine, la querelle des rites chinois oppose depuis plus de 50 ans les missionnaires jésuites à leurs rivaux franciscains et dominicains — et maintenant aux jansénistes et aux Missions étrangères. On reproche aux jésuites de tolérer que les nouveaux chrétiens de Chine rendent des honneurs à leurs morts et à Confucius,.
En 1691, le vice-roi de la province du Zhejiang lance des persécutions contre les chrétiens. Il est désavoué le 22 mars 1692 par l'empereur Kangxi, qui promulgue un édit de tolérance. La religion chrétienne peut être librement pratiquée dans tout l'empire. Mais, l'année suivante, le vicaire apostolique du Fujian, Charles Maigrot, des Missions étrangères, interdit les rites chinois aux nouveaux convertis, par un mandement qui relance violemment la querelle des rites. Jusqu'alors, celle-ci mettait aux prises les missionnaires sur le terrain, tandis que leurs supérieurs faisaient la sourde oreille, ou jouaient l'apaisement. La controverse gagne maintenant l'Europe.
En 1697, Le Gobien s'y implique en écrivant une Lettre sur les progrès de la religion de la Chine. L'année suivante, il publie une Histoire de l'édit de l'empereur de la Chine en faveur de la religion chrétienne, à laquelle il joint un « Éclaircissement sur les honneurs que les Chinois rendent à Confucius et aux morts ». La même année, ces deux textes sont réédités pour former le tome III d'un livre à succès du missionnaire jésuite Louis Le Comte, Nouveaux mémoires sur l'état présent de la Chine (1696, réédité en 1697). 
En 1700, l'« Éclaircissement » est attaqué par le janséniste Noël Alexandre, dans Apologie des dominicains missionnaires de la Chine. Alexandre publie ensuite Conformité des cérémonies chinoises avec l’idolâtrie grecque et romaine. Jacques-Charles de Brisacier, supérieur des Missions étrangères, fait paraître une Lettre des messieurs des Missions étrangères au pape sur les idolâtries et sur les superstitions chinoises. Le Gobien réplique par des Réflexions générales sur la lettre qui paraît sous le nom de messieurs du séminaire des Missions étrangères, touchant les cérémonies chinoises. Toujours en 1700, il publie une Histoire des îles Mariannes, nouvellement converties à la religion chrétienne.
Les directeurs du séminaire des Missions étrangères défèrent à la cour de Rome l'Histoire de l'édit de l'empereur de la Chine, ainsi que deux écrits de Le Comte (les Nouveaux mémoires et une Lettre à monseigneur le duc du Maine sur les cérémonies de la Chine). Le 1er juillet 1700, ils défèrent ces livres à la faculté de théologie de Paris. Le 18 octobre 1700, la faculté censure des propositions extraites des trois livres. Le Gobien fait signifier un Acte de protestation, et il publie une Lettre à un docteur de la faculté de Paris sur les propositions déférées en Sorbonne. Les jésuites ne s'en tiennent pas là. Plusieurs lettres et réponses sont écrites par eux — certaines par Le Gobien. « Ses fonctions ultérieures, dit Jean Sgard, montrent qu'il n'a jamais été désavoué par les jésuites. »

### LesLettres édifiantes et curieuses
À la même époque, vers 1700, il est attaché à la maison du noviciat, à Paris, puis à la Maison professe. En 1702, il édite un recueil de Lettres de quelques missionnaires de la Compagnie de Jésus écrites de la Chine et des Indes orientales. Le livre est bien accueilli. En 1703, Le Gobien fait paraître un deuxième volume, qu'il intitule Lettres édifiantes et curieuses, écrites des missions étrangères par quelques missionnaires de la Compagnie de Jésus. Les deux livres constituent dès lors les deux premiers tomes d'une collection, qui prend pour titre celui du deuxième. Le Gobien va publier six autres volumes des Lettres édifiantes et curieuses. Vers 1704, il devient secrétaire des missions de la Chine. En 1706, il est nommé procureur à Paris des missions de Chine, succédant au père Antoine Verjus (1632-1706). Le Gobien rédige un éloge de ce dernier. Il le publie en 1708 dans le tome VIII des Lettres édifiantes et curieuses, puis indépendamment sous le titre Lettre aux jésuites français. Il meurt le 5 mars 1708, à la Maison professe. D'autres jésuites vont enrichir la collection Lettres édifiantes et curieuses, qui atteint 36 volumes en 1776.

## Publications
- Lettre sur les progrez de la religion à la Chine, Paris, Lambin, 1697.
- Histoire de l'édit de l'empereur de la Chine en faveur de la religion chrestienne, avec un éclaircissement sur les honneurs que les Chinois rendent à Confucius et aux morts, Paris, Anisson, 1698.
- « Histoire de l'édit de l'empereur de la Chine en faveur de la religion chrestienne, avec un éclaircissement sur les honneurs que les Chinois rendent à Confucius et aux morts », dans Louis Le Comte, Nouveaux mémoires sur l'état présent de la Chine, Paris, Anisson, 1698, t. III.
- Reflexions generales sur la lettre qui paroît sous le nom de messieurs du seminaire des Missions etrangéres, touchant les cérémonies chinoises,  sans lieu, 1700.
- Lettre à un docteur de la Faculté de Paris sur les propositions déférées en Sorbonne par M. Priou[23], sans lieu, 1[7]00.
- Eclaircissement sur la denonciation faite a N. S. P. le Pape, des nouveaux memoires de la Chine, sans lieu, 1700.
- Préface, 1700[24].
- Acte de protestation signifié aux Sieurs Syndic, sans lieu ni date (1700).
- Réponse aux Remarques de M. ... sur la Protestation du Pere le Gobien, 1700[25].
- Histoire des isles Marianes, nouvellement converties à la religion chrestienne : et de la mort glorieuse des premiers missionnaires qui y ont prêché la Foy, Paris, Pépie, 1700.
- Parallele de quelques propositions, dont les unes ont esté déferées au S. Siege & à la Sorbonne, les autres ne l'ont pas esté, quoy qu'elles meritassent beaucoup plus de l'estre, sans lieu ni date (vers 1701).
- Second parallele des propositions du P. Le Comte, avec quelques autres propositions, adressé à monsieur le Syndic de la Faculté de Theologie de Paris, 1701.
- Jugement d'un grand nombre de Docteurs des Universites de Castille et d'Arragon sur les propos censurées en Sorbonne, le 18 octobre 1700, Liège, 1701.
- Lettres des cérémonies de la Chine, Paris, Pralard, 1701.
- Propositions soutenues, ou autorisées par quelques docteurs de la Faculté de theologie de Paris, 1701.
- Lettres de quelques missionnaires de la Cie de Jésus écrites de la Chine et des Indes orientales, Paris, Josse, 1702. Ce recueil est réédité par la suite en tant que tome I de la collection Lettres édifiantes et curieuses[21].
- Lettres édifiantes et curieuses, écrites des missions étrangères par quelques missionnaires de la Compagnie de Jésus, t. II-VIII, 1703-1708.
- Lettre aux jésuites français, missionnaires à la Chine et aux Indes, sur la mort du R. P. Verjus, avec un abrégé de sa vie, Paris, Lamblin, 1708.